# Rien ne s'efface…
 (décembre 2021).
Si vous disposez d'ouvrages ou d'articles de référence ou si vous connaissez des sites web de qualité traitant du thème abordé ici, merci de compléter l'article en donnant les références utiles à sa vérifiabilité et en les liant à la section « Notes et références ».
Albums de Patrick Bruel
Juste avant
(1999) Entre deux (album)
(2002)
Rien ne s'efface... est un double album live de Patrick Bruel, enregistré lors de sa tournée qui dura du 27 Avril 2000 au 9 Avril 2001.
L’album sort cette même année et est réalisé par Fabrice Moreau, David Moreau et Patrick Bruel.

## Autour de l'album
- Référence originale : Double CD RCA 74321840002

## Titres
- CD1

| No  | Titre | Auteur                                             | Durée |
| --- | --- | -------------------------------------------------- | ----- |
| 1.  | Voulez vous | Daniel Tardieu - Richard Lable                     |       |
| 2.  | Place des grands hommes | Bruno Garcin - Patrick Bruel                       |       |
| 3.  | J'te l'dis quand même | Patrick Bruel                                      |       |
| 4.  | Juste avant | Patrick Bruel, Marie Florence Gros - Patrick Bruel |       |
| 5.  | Au bout de la marelle | Marie Florence Gros - Patrick Bruel                |       |
| 6.  | J'te mentirais | Patrick Bruel                                      |       |
| 7.  | Peur de moi | Marie Florence Gros - Patrick Bruel                |       |
| 8.  | Pour la vie | Gérard Presgurvic                                  |       |
| 9.  | Nunca más | Patrick Bruel, Marie Florence Gros - David Moreau  |       |
| 10. | Alors regarde | Patrick Bruel                                      |       |
| 11. | Combien de murs | Patrick Bruel                                      |       |
| 12. | Elie | Patrick Bruel - David Moreau                       |       |
| 13. | Medley rétro : Mon amant de Saint Jean - La romance de Paris - Comme de bien entendu - Le petit vin blanc - La java bleue - Avoir un bon copain - |                                                    |       |
| 14. | Musique vieille | Gérard Presgurvic                                  |       |

- CD 2

| No  | Titre                                         | Auteur                                             | Durée |
| --- | --------------------------------------------- | -------------------------------------------------- | ----- |
| 1.  | Trois ans et demi d'amour                     | Patrick Bruel, Marie Florence Gros - Patrick Bruel |       |
| 2.  | Et puis je sais (en duo avec Johnny Hallyday) | Patrick Bruel                                      |       |
| 3.  | Au café des délices                           | Félix Gray - Patrick Bruel, Félix Gray             |       |
| 4.  | Casser la voix                                | Patrick Bruel, Gérard Presgurvic - Patrick Bruel   |       |
| 5.  | Tout s'efface                                 | Patrick Bruel                                      |       |
| 6.  | Décalé                                        | Patrick Bruel                                      |       |
| 7.  | Non, je n'ai rien oublié                      | Charles Aznavour - Georges Garvarentz              |       |
| 8.  | Qui a le droit                                | Gérard Presgurvic - Patrick Bruel                  |       |
| 9.  | Elle voulait tout                             | Patrick Bruel, Marie Florence Gros - Patrick Bruel |       |
| 10. | Une chanson qui sert à rien                   | Patrick Bruel - David Morau                        |       |
| 11. | À cause d'elle                                | Patrick Bruel, Marie Florence Gros - David Moreau  |       |
| 12. | La Javanaise                                  | Serge Gainsbourg                                   |       |

## Musiciens
- Arrangements cordes : David Moreau, (sauf Non, je n'ai rien oublié, Jean-Yves D'Angelo)
- Direction d'orchestre, piano et accordéon : Jean-Yves D'Angelo
- Basse : Dominique Bertram
- Guitares : Hervé Brault - John Wooloff
- Percussions et claviers : Jean-Yves Hennequin
- Batterie : Fabrice Moreau (sauf Elle voulait tout Loïc Pontieux)
- Responsable orchestre cordes : Christophe Briquet et Florence Tallet
- Violons : Karen Brunon, Éric Fillière, Nathalie Meseguer, Christian Tétard, Lyonel Schmit, Laurence Dupuis, Fanny Leveque, Laura Pouspourikas, Élisa Benabdallah, Claire Lisieki, Philippe Morel, SAndra Karrel, Nina Charverneff, Matthias Tranchant, David Naulin, Doriane Gable
- Alti : Christophe Briquet, Marie-Émeline Charpentier, Jean-Marc Apap, Laurent Puchar, Fanny Coupe, Vincent Debruyne, Delphine Tissot
- contreBasses : Lola Daures, Philippe Noharet, Benjamin Berlioz
- Violoncelles : Mathilde Sternat, Jade Sapolin, Frédéric Kret, Christophe Morin, Éric Courreges